# Krynicy (obwód miński)
Krynicy (biał. Крыніцы, ros. Криницы, Krinicy) – wieś na Białorusi, w obwodzie mińskim, w rejonie mińskim, w sielsowiecie Łoszany.
Dawniej folwark Stare Łumszyno.